# Pedro Santana
Pedro Santana Familias (ur. 1801 w Hincha, obecnie Republika Haiti, zm. 1864 w Santo Domingo, Dominikana) – dominikański polityk i żołnierz. Pierwszy konstytucyjny prezydent Dominikany od 13 listopada 1844 do 4 sierpnia 1848, od 30 maja do 23 września 1849, od 15 lutego 1853 do 26 maja 1856 i od 28 lipca 1858 do 18 marca 1861. Hiszpański gubernator generalny od 1861 do 1862. Dyktator.